# Arhopalus hispaniolae
Arhopalus hispaniolae är en skalbaggsart som först beskrevs av Fisher 1942.  Arhopalus hispaniolae ingår i släktet Arhopalus och familjen långhorningar. Inga underarter finns listade.